# Bracia Lumière

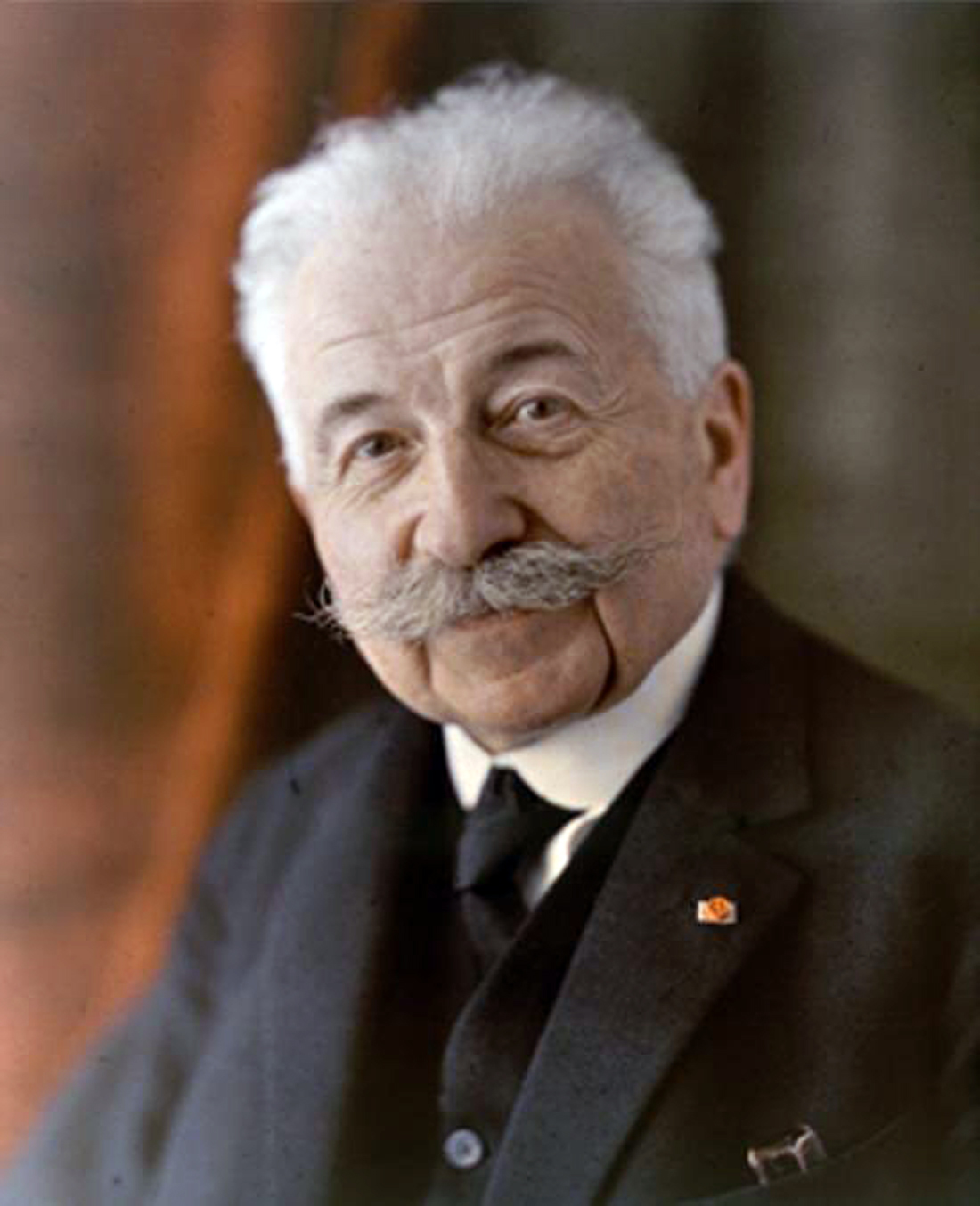
Auguste Lumière (autochrom)

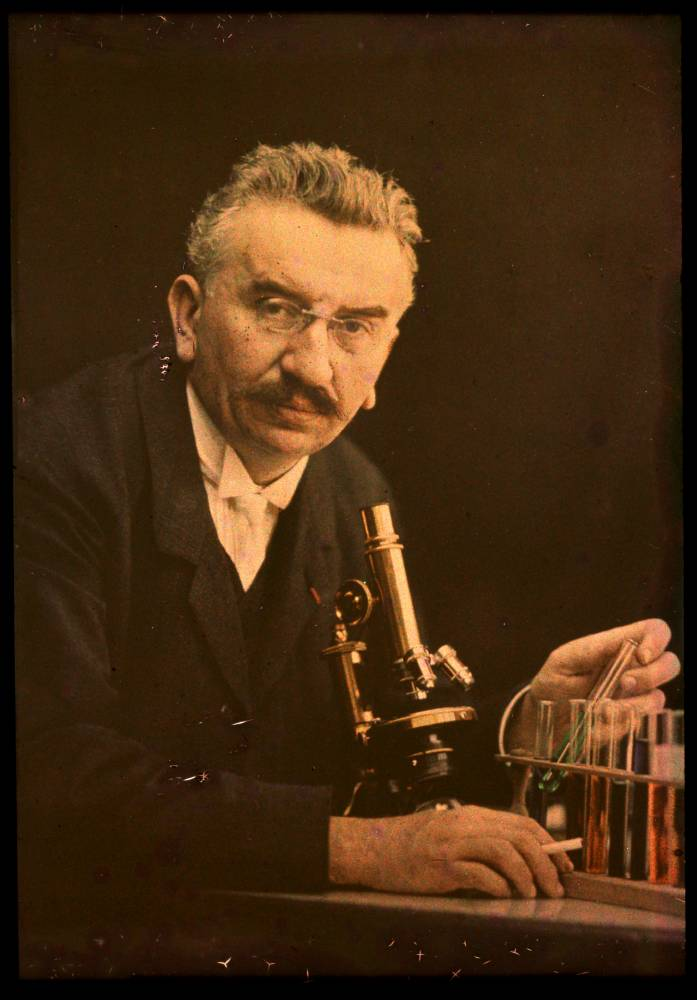
Louis Lumière (autochrom)

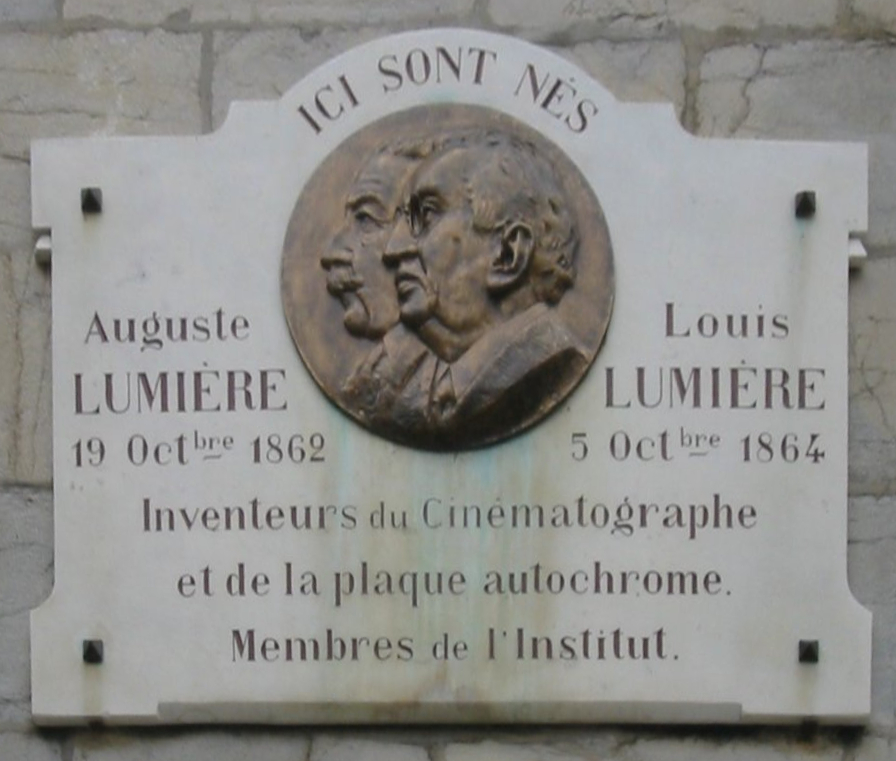
Pomnik braci Lumière

Bracia Lumière, Auguste Marie Louis (ur. 19 października 1862 w Besançon, zm. 10 kwietnia 1954 w Lyonie) i Louis Jean (ur. 5 października 1864 w Besançon, zm. 6 czerwca 1948 w Bandol) – francuscy wynalazcy, pionierzy kinematografii.

## Życiorys
Ich ojcem był fotograf i malarz Claude-Antoine Lumière (1840–1911), matką – Jeanne-Josephine Costille. Auguste i Louis byli najstarszymi z rodzeństwa, mieli trzy młodsze siostry (Jeanne, Juliette i France) oraz młodszego brata (Edouarda).
Edukację pobierali w liceum technicznym La Martinière w Lyonie. Auguste zdał maturę w 1879, Louis – w 1880. Obaj bracia mieli podjąć dalsze kształcenie na politechnice (co było życzeniem ich ojca), jednak ostatecznie do tego nie doszło; powodem mogły być ich kłopoty zdrowotne, niechęć matki (która podobno obawiała się, że takie studia zniszczą ich kreatywność) lub brak czasu; zamiast tego bracia podjęli pracę w studiu fotograficznym ojca, w którym pracowali nad udoskonaleniem technik fotograficznych. W 1881 roku Louis opracował tam nową technikę suchych płyt fotograficznych. Płytki te, nazywane Etiquettes bleues („Niebieskimi etykietami”), zyskały znaczną popularność i sprzedawały się dobrze. Claude-Antoine Lumière zakupił nieczynną fabrykę kapeluszy, w której otworzył fabrykę wynalezionych przez syna płyt. Z czasem firmą zaczęli zarządzać Auguste i Louis. Osiągała ona znaczne zyski, zwiększając stopniowo w kolejnych latach zatrudnienie i obszar działalności (m.in. zajęła się też produkcją papieru fotograficznego) i sprzedając produkty również za granicą.
W 1883 roku troje spośród rodzeństwa Lumière zawarło małżeństwa z trójką potomków zaprzyjaźnionego z Claude-Antoine Lumière’em Alphonse’a Wincklera; Juliette wyszła za Jules’a Wincklera, Louis ożenił się z Rose Winckler, a Auguste z jej siostrą Marguerite. Po ślubie Louis i Auguste zajęli dwa przedzielone korytarzem mieszkania w domu mieszczącym się naprzeciwko zarządzanej przez nich fabryki.

### Wynalezienie kinematografu
Nie wiadomo, co dokładnie zainspirowało braci do zajęcia się kinematografią. Według jednej z wersji impulsu dostarczył im ich ojciec, który w 1894 roku zobaczył w Paryżu kinetoskop Thomasa Edisona i był pod tak wielkim jego wrażeniem, że powiedział Louisowi Oto, czym powinieneś się zająć. Bracia Lumière kupili poprzez pośrednika aparat Edisona i rozpoczęli jego badanie. Doszli do wniosku, że wymaga on szeregu ulepszeń, m.in. powinien być lżejszy (ważył ok. 500 kg), oferować ostrzejszy obraz i możliwość oglądania gotowego filmu większej liczbie odbiorców naraz (obrazy Edisona mógł oglądać w danym momencie tylko jeden widz).
Początkowo nad wynalazkiem pracował Auguste, z czasem zastąpił go Louis, który opracował rozwiązanie podczas jednej z bezsennych nocy. Podstawowym problemem aparatu Edisona był brak ostrości filmu, który wynikał z tego, że klatki przesuwały się zbyt szybko. Louis oparł rozwiązanie tego problemu o mechanizm znany z maszyny do szycia – o stopkę, która przytrzymując materiał na miejscu, zapobiegała jego przesuwaniu podczas szycia. Podobny mechanizm zastosowany w kinematografie pozwalałby przesuwać taśmę filmową poprzez serię szarpnięć – dzięki temu zatrzymywałaby się ona na krótko, co pozwoliłoby na pełne oświetlenie obrazu i jego dokładne zarejestrowanie przez widza; uzyskany film byłby wyraźniejszy, a jednocześnie tworzyłoby się wrażenie ruchu. Ponadto kinematograf braci Lumière był znacznie lżejszy od półtonowego aparatu Edisona – ważył zaledwie ok. 4 kilogramów, m.in. dzięki temu, że nie wymagał ciężkich baterii, ponieważ był napędzany korbką. Dodatkowo był mniej kosztowny w eksploatacji dzięki mniejszemu zużyciu taśmy filmowej niż konkurencyjny aparat (16 klatek na sekundę, a więc o 32 klatki na sekundę mniej niż urządzenie Edisona).
W 1895 bracia skonstruowali i opatentowali kinematograf i 28 grudnia w Salonie Indyjskim przy bulwarze Kapucynów w Paryżu zorganizowali swoją pierwszą publiczną projekcję filmu (nosił on tytuł Wyjście robotników z fabryki), obejrzało go 35 osób. Pierwsze filmy braci Lumière były migawkami z życia. Pierwszą fabułę zawarli w obrazie pt. Polewacz polany. W 1899 opracowali zasadę tzw. fotoramy (fotografii panoramicznej). W 1907 rozpoczęli w swej wytwórni w Lyonie produkcję szklanych płyt do fotografii barwnej metodą autochromową. Louis opracował w 1935 metodę anaglifową filmu (film trójwymiarowy). Auguste poświęcił się z czasem badaniom w dziedzinie chemii fizjologicznej.